# Förstakammarvalet i Sverige 1879
Förstakammarvalet i Sverige 1879 var ett val i Sverige. Valet utfördes av landstingen och i de städer som inte hade något landsting utfördes valet av stadsfullmäktige. 1879 fanns det totalt 797 valmän, varav 764 deltog i valet.
I halva Gävleborgs läns valkrets ägde valet rum den 15 september. I Östergötlands läns valkrets, Jönköpings läns valkrets, Göteborgs och Bohusläns valkrets, Skaraborgs läns valkrets och Värmlands läns valkrets ägde valet rum den 16 september. I Älvsborgs läns valkrets, andra halvan av Gävleborgs läns valkrets, Västernorrlands läns valkrets och Norrbottens läns valkrets ägde valet rum den 17 september. I Kalmar läns norra valkrets ägde valet rum den 24 september. I Stockholms stads valkrets ägde valet rum den 25 september. I Kristianstads läns valkrets och Västmanlands läns valkrets ägde valet rum den 30 september.

## Invalda riksdagsmän
Stockholms stads valkrets:
- Adolph Peyron

Östergötlands läns valkrets:
- Carl Johan Pettersson
- Robert De la Gardie
- Bengt Rääf

Jönköpings läns valkrets:
- Henrik Stiernspetz
- Carl Ekström

Kalmar läns norra valkrets:
- Ragnar Törnebladh

Kristianstads läns valkrets:
- Ola Ohlsson

Göteborgs och Bohus läns valkrets:
- Axel Ekstedt
- Carl von Stockenström

Älvsborgs läns valkrets
- Carl Hasselrot

Skaraborgs läns valkrets:
- Gustaf sparre, skån
- Reinhold von Essen
- Jakob Fogelin

Värmlands läns valkrets:
- Edward Laurell

Västmanlands läns valkrets:
- Otto Forssell

Gävleborgs läns valkrets:
- Wilhelm Söderhjelm
- Hans Forssell

Västernorrlands läns valkrets:
- Gustaf Ulrik Bergmansson

Norrbottens läns valkrets:
- Johan Erik Nyström